# Аерофонтанна сушарка

Сушарка аерофонтанна з вихровим шаром: 1 – корпус; 2 – кришка; 3 – днище конічне; 4 – бункер; 5 – шнек; 6 – пиловловлювач; 7 – дозатор; Потоки: А – вологий матеріал; Б – продукт; В – гази нагріті; Г – гази відпрацьовані.

Аерофонтанні сушарки — сушарка для термічної сушки матеріалів.  

## Загальний опис
Аерофонтанні сушарки (рис. ) являють собою комбіновані апарати, у яких на різних ділянках апарата використовують активні гідродинамічні режими взаємодії потоків гарячого теплоносія й дисперсних частинок.
Звичайно в нижній конічній секції апарата створюють гідродинамічний режим, у якому локальна швидкість газового потоку перевищує швидкість витання часток і на цій ділянці утворюється фонтан: частинки (зерна) матеріалу, що висушується, захоплюються потоком газу, виносяться у центральну верхню зону, тут відкидаються в периферійну кільцеву зону і рухаються вниз. У верхній зоні апарата швидкість газу менша швидкості витання частинок, тому під дією сили ваги частинки осідають і переміщуються щільним шаром у режимі повзучого руху в нижню конічну частину апарата.
Таким чином, в аерофонтанному апараті виникає тороїдальна циркуляція частинок: у центрі апарата частки швидко рухаються знизу вгору, а на периферії повільно сповзають зверху вниз. Швидкість циркуляції залежить від швидкості газу й від об'єму циркулюючого шару частинок, час сушіння визначається температурним режимом і швидкістю циркуляції.
При такій циркуляції теплообмін між частками й газом відбувається не тільки конвективним, але й контактним способами, що помітно інтенсифікує процес сушіння. Висушений продукт відводиться із сушарки через переливний пристрій (для грубозернистих часток) або виноситься потоком газу в режимі пневмотранспорту. Аерофонтанні сушарки часто використовують для висушування розчинів і паст, отримуючи при цьому гранульований продукт.